# ベルゲン水族館

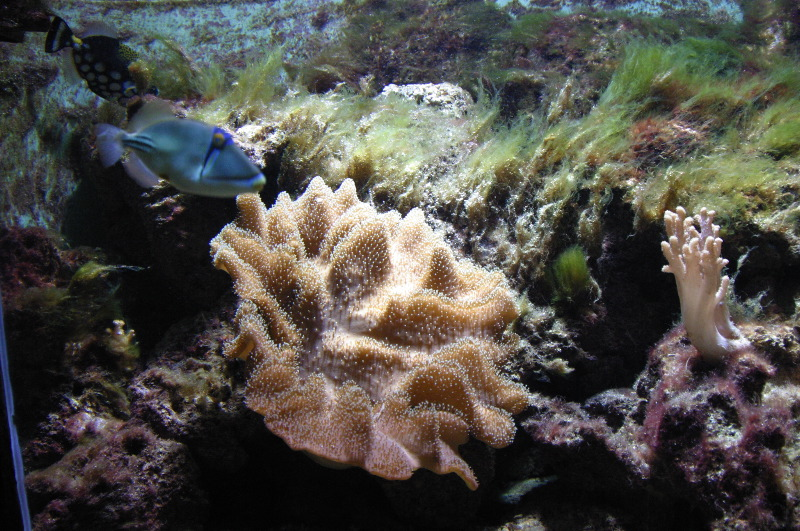
ベルゲン水族館の熱帯魚水槽

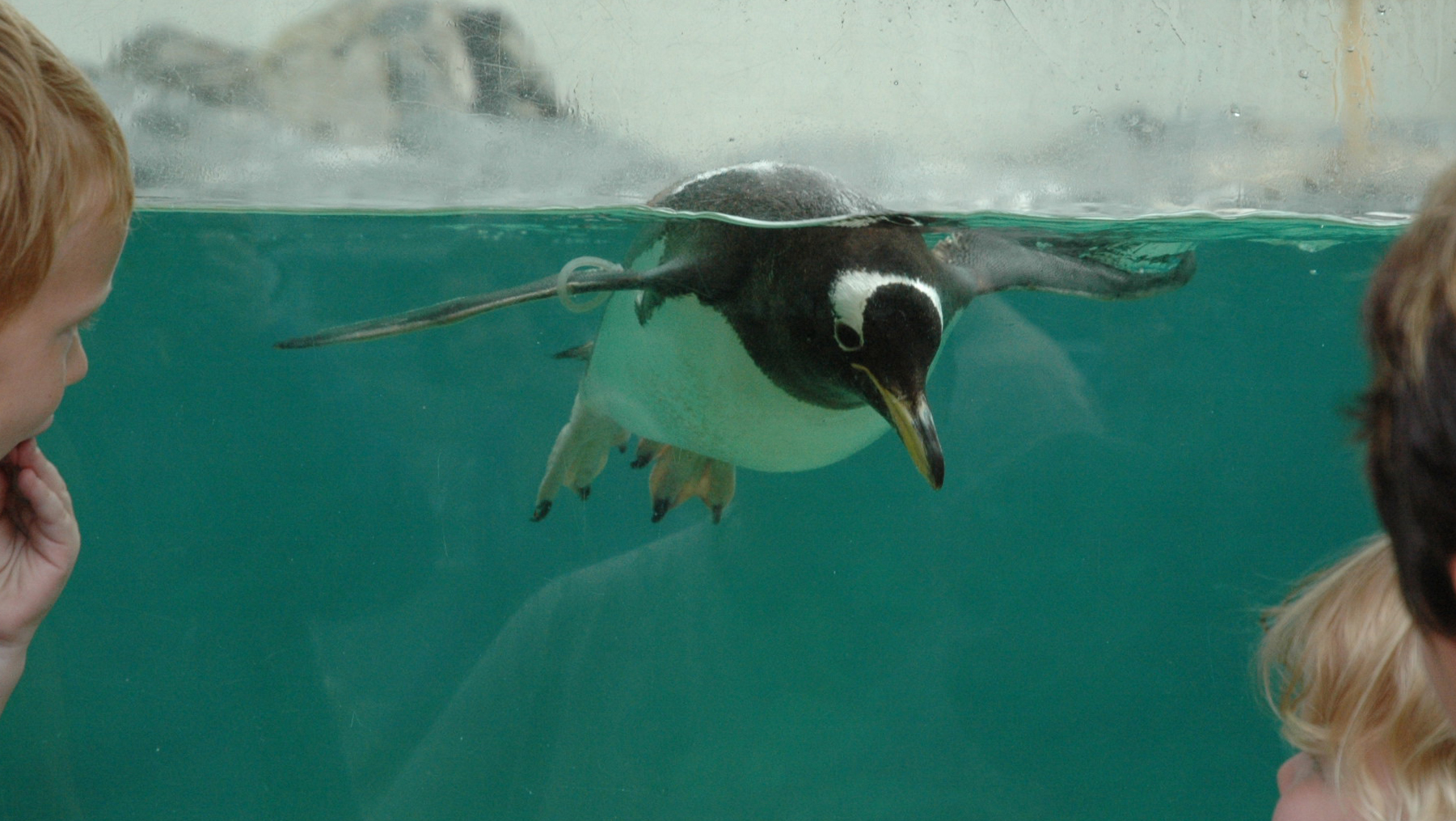
ベルゲン水族館のペンギン

ベルゲン水族館(ベルゲンすいぞくかん、Bergen Aquarium、ノルウェー語: Akvariet i Bergen)は、ノルウェーのベルゲンにある公立水族館。ノルデン半島に位置し、ベルゲンの観光名所の一つとなっている。

## 歴史
1960年8月27日にオープンした当時、北ヨーロッパで最大で最も近代的な水族館とみなされていた。
建物は1952年に建築家ハンス・クリストファー・ガセルードとヘルゲ・シマースによって設計された。建築家オラ・B・オースネスは建設段階でプロジェクトに携わった。内装はグンナー・ロレフセンによるデザインである。1995年の建設には映画館の増設も含まれていた。

## 展示
ベルゲン水族館には 300 種を超える生物が展示されている。施設内には 60 を超える水槽があり、魚や海洋無脊椎動物のほか、アザラシ、ペンギン、コイ科の魚がいる屋外池が 3 つ、爬虫類やサルがいる熱帯地域もある。

## 所在地
- ベルゲン、Nordnesbakken 4,

## 開館時間
- 10:00～18:00
- 入館料　成人 365クローネ、子ども 230クローネ

## その他の情報源Other sources
- Hartvedt, Gunnar Hagen (1994). "Akvariet". (Bergen byleksikon) (Norwegian). (Oslo: Kunnskapsforlaget). pp. 63–64. ISBN 82-573-0485-9。
- Welle-Strand, Erling (1974)  Museums in Norway (Oslo: Royal Ministry of Foreign Affairs)  ISBN 8271770039.